# Zapatadon
Zapatadon ejidoensis
Genre
Espèce
Zapatadon est un genre éteint de reptiles nains de la famille des Sphenodontidae.
La seule espèce rattachée au genre est Zapatadon ejidoensis. Elle a été découverte dans la formation géologique de La Boca près de Tamaulipas au Mexique datant du Jurassique inférieur (étage Pliensbachien) soit il y a environ entre 191 et 183 Ma (millions d'années) et décrite en 1998.
Dans cette même formation géologique, un autre rhynchocéphale proche de Zapatadon ejidoensis est connu : Cynosphenodon huizachalensis.

## Étymologie
Le genre est constitué du nom du leader révolutionnaire mexicain Emiliano Zapata, auquel est adjoint le suffixe grec « odon » (dent).

## Description
Le crâne découvert de l'holotype de Zapatadon ejidoensis ne mesure que 11,3 mm de long. L'examen de la symphyse de sa mandibule a permis aux paléontologues de conclure que l'individu était « relativement mature », donc presque un adulte. Cette espèce est donc une des plus petites, si ce n'est la plus petite parmi les Sphenodontidae. Sa denture indique un régime carnivore ou omnivore.

## Position phylogénétique
Au sein des Sphenodontidae, Zapatadon se place comme un groupe frère de Cynosphenodon, :
|  | † Oenosaurus                                                    |
|  |                                                                 |
|  | \| \| † Cynosphenodon \| \| \| \| \| \| † Zapatadon \| \| \| \| |
|  |                                                                 |
|  | † Cynosphenodon                                                 |
|  |                                                                 |
|  | † Zapatadon                                                     |
|  |                                                                 |

|  | † Cynosphenodon |
|  |                 |
|  | † Zapatadon     |
|  |                 |

|  | † Oenosaurus                                                    |
|  |                                                                 |
|  | \| \| † Cynosphenodon \| \| \| \| \| \| † Zapatadon \| \| \| \| |
|  |                                                                 |
|  | † Cynosphenodon                                                 |
|  |                                                                 |
|  | † Zapatadon                                                     |
|  |                                                                 |

|  | † Cynosphenodon |
|  |                 |
|  | † Zapatadon     |
|  |                 |